# Otto Mecheels
Otto Mecheels (* 1894 in Bönnigheim; † 3. Juni 1979 ebenda) war ein  deutscher Professor für organische Chemie und Färbetechnik.

## Leben
Otto Mecheels wurde 1894 als Sohn von Johannes und Johanna Mecheels in Bönnigheim geboren. Nach seinem Chemiestudium an der TH Stuttgart und der Promotion bei William Küster absolvierte er Praxisjahre in der Nähseidenfabrik Amann & Söhne in Bönnigheim. 1929 folgte er dem Ruf auf die Professur für organische Chemie und Färbetechnik am Staatlichen Technikum für Textilindustrie Reutlingen. Von 1935 bis 1945 war er Direktor der Textil-Ingenieurschule Mönchengladbach-Rheydt, heute Hochschule Niederrhein und des Forschungsinstituts für Textilindustrie, wo es ihm gelang, Fischeiweiß und Zellwolle zu einer neuen Faser, der Fischzellwolle, zu vereinigen. Mecheels fungierte zudem als Präsident der International Association of Colour Chemists.
1946 gründete er im Bönnigheimer Ortsteil Hohenstein die Hohenstein Laboratories und baute sie bis 1962 zu einer führenden Prüfanstalt aus. 1962 übernahm sein Sohn Jürgen Mecheels die Leitung des Unternehmens.
Am 3. Juni 1979 starb Otto Mecheels nach kurzer Krankheit auf Schloss Hohenstein.

## Veröffentlichungen
- Otto Mecheels (Hrsg.): Reutlinger Jahrbuch der Textilveredlung: 1934/35. Hutzler, 1934
- Otto Mecheels: Betriebseinrichtungen und Betriebsüberwachung in der Textilveredlung. J. Springer,  1937
- Horst Reumuth, Otto Mecheels: Beiträge zur Histologie und Pathologie der Wollfaser. Volume 3 of Mitteilungen des Deutschen Forschungsinstituts für Textilindustrie M.Gladbach-Rheydt, 1938
- Otto Mecheels: Praktikum der Textilveredlung. J. Springer, 1940
- Otto Mecheels, Dieter Hessland: Repertorium der Bekleidungsindustrie. Eder, 1958
- Otto Mecheels: Hygienische und physiologische Forderungen an Uniformtuche, Erpel/Rhein, 1958